# Jacquemontia ciliata
Jacquemontia ciliata är en vindeväxtart som beskrevs av Noel Yvri Sandwith. Jacquemontia ciliata ingår i släktet Jacquemontia och familjen vindeväxter. Utöver nominatformen finns också underarten J. c. nelsonii.